# Uriel Quesada
Uriel Quesada Román (San José, 6 de julio de 1962) es un escritor, catedrático y activista por los derechos LGBT costarricense. Es considerado como uno de los escritores más destacados de la narrativa de Costa Rica contemporánea. Actualmente reside en Estados Unidos y labora como catedrático en la Universidad Loyola Nueva Orleans.

## Biografía
Inició su carrera literaria en la década de 1980 con la publicación de la colección de cuentos Ese día de los temblores (1985). A esta le siguieron las colecciones El atardecer de los niños (1990), con la que ganó el Premio Nacional Aquileo J Echeverría en la categoría cuento, y Larga vida al deseo (1995).
En 1999 publicó el cuento «Bienvenido a tu nueva vida» en la revista cultural Áncora, del diario La Nación, que debido a su temática homosexual causó fuerte controversia en la época. La trama del relato recuenta con lenguaje sencillo la historia de un muchado en un tren que se encuentra a una pareja inglesa recién casada. Durante el viaje, el hombre inglés empieza a acariciar disimuladamente la pierna del protagonista y, luego de que ambos se dirigen al baño, le realiza sexo oral. El relato fue más tarde incluido en el libro Lejos, tan lejos (2004), con el que ganó en 2005 el Premio Ancora.
En 2005 publicó la novela El gato de sí mismo, considerada una de sus obras más notables. La novela, que le valió el Premio Nacional Aquileo J Echeverría en la categoría novela, sigue a modo de autobiografía la vida de Germán Germanóvich, un muchacho cuyos pensamientos mezclan realidad con fantasía y que parte de su hogar hacia Santa Cruz para escapar del rechazo de su padre y se enamora de un muchacho llamado Íñigo.
Su siguiente obra fue la novela Mar Caníbal (2016), en la que sigue la historia de dos hermanas que emprenden un viaje junto a otros personajes tras enterarse de que su padre se unió a otra mujer y empezó a criar a una nueva hija, de quien temen que pueda reclamar parte de sus herencias. Entre los otros personajes se encuentra Gonzalo, un muchacho que empieza a descubrir su homosexualidad en la Centroamérica de la década de 1970.
En 2018 publicó la colección de cuentos La invención y el olvido, con la que volvió el Premio Nacional Aquileo J Echeverría en la categoría cuento.

## Obras

### Cuentos
- Ese día de los temblores (1985)
- El atardecer de los niños (1990)
- Larga vida al deseo (1995)
- Lejos, tan lejos (2004)
- Viajero que huye (2008)[4]
- La invención y el olvido (2018)

### Novelas
- Si trina la Canaria (1999)[1]
- El gato de sí mismo (2005)
- Mar Caníbal (2016)